# Cát Bi nemzetközi repülőtér
A Cát Bi nemzetközi repülőtér (IATA: HPH, ICAO: VVCI) Vietnám egyik nemzetközi repülőtere, amely Hải Phòng közelében található. Éves utasforgalma 2 373 700 fő (2018).

## Futópályák
A repülőtér futópályái:
- 07/25 (aszfalt)

## Forgalom
Az utasforgalom az elmúlt években az alábbi módon változott:
| Utasok száma | 683 574 | 872 762 | 927 001 | 1 256 719 | 1 800 000 | 2 089 000 | 2 373 700 |
|              | 2012    | 2013    | 2014    | 2015      | 2016      | 2017      | 2018      |

## Légitársaságok és úticélok
| Légitársaság     | Célállomások |
| ---------------- | --- |
| Bamboo Airways   | Buon Ma Thuot, Can Tho, Con Dao, Da Nang, Ho Chi Minh City, Nha Trang, Pleiku, Quy Nhon                                               |
| Donghai Airlines | Shenzhen |
| Pacific Airlines | Ho Chi Minh City |
| Ruili Airlines   | Kunming |
| VietJet Air      | Bangkok–Suvarnabhumi, Buon Ma Thuot, Can Tho, Da Lat, Da Nang, Ho Chi Minh City, Nha Trang, Phu Quoc, Pleiku, Quy Nhon, Seoul–Incheon |
| Vietnam Airlines | Buon Ma Thuot, Can Tho, Da Lat, Da Nang, Dien Bien Phu, Ho Chi Minh City, Nha Trang, Phu Quoc                                         |